# Eleccions legislatives italianes de 1994
Les eleccions legislatives italianes de 1994 se celebraren el 27 i 28 de març. Foren les primeres que es van dur a termes després que l'operació mani pulite (mans netes) va acabar amb el Pentapartit italià, acusat de corrupció. Tant la DCI com el PSI i els altres partits tradicionals o bé desaparegueren o bé es transformaren en diverses coalicions, les principals Pol de la Llibertat (dreta) i Progressistes (Esquerra). El paper de la DCI, a poc a poc, l'anirà assumint Forza Italia de Silvio Berlusconi, que va guanyar una victòria decisiva, la primera del centredreta des de la Segona Guerra Mundial.

## Cambra dels Diputats
| ← Eleccions legislatives italianes, 1994 → |            |              |              |              |        |
| Grups / Llistes electorals                 | majoritari | proporcional | proporcional | proporcional | Total  |
| Grups / Llistes electorals                 | escons     | vots         | vots (%)     | escons       | escons |
| Aliança dels Progressistes                 | 164        |              |              |              | 164    |
| Partit Democràtic d'Esquerra               |            | 7.881.646    | 20,36        | 38           | 38     |
| Rifondazione Comunista                     |            | 2.343.946    | 6,05         | 11           | 11     |
| Federació dels Verds                       |            | 1.047.268    | 2,70         | 0            | 0      |
| Partit Socialista Italià                   |            | 849.429      | 2,19         | 0            | 0      |
| La Rete                                    |            | 719.841      | 1,86         | 0            | 0      |
| Aliança Democràtica                        |            | 456.114      | 1,18         | 0            | 0      |
| total Progressistes                        | 164        | 13.298.244   | 34,34        | 49           | 213    |
| Pacte per Itàlia                           | 4          |              |              |              | 4      |
| Partit Popular Italià                      |            | 4.287.172    | 11,07        | 29           | 29     |
| Pacte Segni                                |            | 1.811.814    | 4,68         | 13           | 13     |
| total Pacte per Itàlia                     | 4          | 6.098.986    | 15,75        | 42           | 46     |
| Pol de les Llibertats                      | 164        |              |              |              | 164    |
| Pol del Bon Govern                         | 129        |              |              |              | 129    |
| Forza Italia - Centre Cristià Democràtic   | 1          |              |              |              | 1      |
| Alleanza Nazionale                         | 8          | 5.214.133    | 13,47        | 23           | 31     |
| Forza Italia                               |            | 8.136.135    | 21,01        | 30           | 30     |
| Lliga Nord                                 |            | 3.235.248    | 8,36         | 11           | 11     |
| total Pol de les Llibertats i del B.G.     | 302        | 16.585.516   | 42,83        | 64           | 366    |
| Llista Pannella - Riformatori              | 0          | 1.359.283    | 3,51         | 0            | 0      |
| Südtiroler Volkspartei                     | 3          | 231.842      | 0,60         | 0            | 3      |
| Lliga d'Acció Meridional                   | 1          | 59.873       | 0,15         | 0            | 1      |
| Vallée d'Aoste                             | 1          | -            | -            | -            | 1      |
| altres grups / llistes                     | 0          | 1.087.149    | 2,81         | 0            | 0      |
| total altres                               | 5          | 2.738.147    | 7,07         | 0            | 5      |
| Total                                      | 475        | 38.720.893   | 100,00       | 155          | 630    |

## Senat d'Itàlia
| Grups electorals                         | vots       | vots (%) | uninominal | proporcional | escons |
| ---------------------------------------- | ---------- | -------- | ---------- | ------------ | ------ |
| Aliança dels Progressistes               | 10.833.507 | 32,80    | 96         | 26           | 122    |
| Pol de les Llibertats                    | 6.570.544  | 19,89    | 74         | 8            | 82     |
| Pacte per Itàlia                         | 5.518.615  | 16,71    | 3          | 28           | 31     |
| Pol del Bon Govern                       | 4.544.671  | 13,76    | 54         | 10           | 64     |
| Alleanza Nazionale                       | 2.079.593  | 6,30     | -          | 8            | 8      |
| Llista Pannella - Riformatori            | 767.400    | 2,32     | -          | 1            | 1      |
| Lliga Alpina Llombarda                   | 246.476    | 0,75     | -          | 1            | 1      |
| Südtiroler Volkspartei                   | 217.250    | 0,66     | 3          | -            | 3      |
| Forza Italia - Centre Cristià Democràtic | 150.326    | 0,46     | -          | 1            | 1      |
| Grup Magris (Progressistes)              | 61.398     | 0,19     | 1          | -            | 1      |
| Vallée d'Aoste                           | 27.493     | 0,08     | 1          | -            | 1      |
| altres grups                             | 2.011.129  | 6,09     | -          | -            | 0      |
| Total                                    | 33.028.402 | 100,00   | 232        | 83           | 315    |